# Eksistencializem
Eksistencializem (fr. l'existence) je prvenstveno filozofska smer, katere predstavniki so se ukvarjali z vprašanjem človeškega obstoja, eksistence. Začetke tega filozofskega vprašanja je mogoče najti že pri Sokratu, Svetem Avguštinu in v sodobnem času pri Pascalu. Za začetnika pa vendarle velja znani danski filozof Søren Kierkegaard, ki je spodbudil eksistencialni način razmišljanja. Tak način razmišljanja je prišel do izraza tudi v literarni smeri, ki je na drugačen način predstavljala filozofske dileme.
Temeljni problem, na katerega opozarjajo eksistencialisti, je časovna omejenost in enkratnost človekovega bivanja ter neizbežnost konca – smrti. Znotraj te časovne omejenosti človek išče svoj smisel bivanja, ki pa je pogosto absurdno, odtujeno. Za eksistencialistični način razmišljanja je značilno, da ostaja v okviru individualnih človeških odnosov in se ne ukvarja s problemi objektivnega spoznanja sveta in družbe, zato pa analizira kategorije ljudske eksistence. Zanje je značilna tragičnost, vendar pa so sestavni del vsakega človeškega bitja. Sestavine so še: strah, trpljenje, skrb, sumničavost, nelagodje in podobno.

## Kierkegaard in drugi filozofi
Če bi eksistencialistično misel poskušali predstaviti kot veliko drevo, potem bi ogromen del stebla pripadel prav Kierkegaardu. Nanj so se naslonili zlasti tako imenovani krščanski eksistencialisti, med katere sodi Karl Jaspers, manj pa je bil pomemben pri tako imenovanih ateističnih filozofih eksistencialistih, kot sta Martin Heidegger in Jean-Paul Sartre.
Kierkegaard je že v svojem delu Ali-ali protestiral zoper esencialistično metafiziko torej tisto filozofijo, za katero je bilo ključna abstraktna celota in zamisli, in se zavzel za vidik, da je prav človeška eksistenca, obstoj posameznega, osamljenega bitja pravi predmet spoznanj. Pri tem je eksistenca mišljena kot položaj, v katerem človek odloča, da eksistira kot človeško bitje, pri čemer so možnosti za vsakega posameznika različne. Karl Jaspers je nadaljeval in nadgradil njegovo filozofijo.
Martin Heidegger pa je bržkone tisti, ki je najbolj globoko razvil principe filozofije eksistence in jo zgradil kot fenomenološko ontologijo. Med bolj pomembnimi spoznanji je to, da je obstoj človeka v času ključna karakteristika človeka kot bitja, pri čemer je njegova bodočnost ključna dimenzija, saj je bistvo človeka tisto, kar lahko postane, in ne tisto, kar je že postal. Najbolj znani praktični zaključek te filozofije pa je človekovo sprejemanje smrti.
Jean-Paul Sartre je mnogo načel sprejel, številne pa je nadgradil in odpeljal v drugačno smer. On je izhajal iz stališča, da boga ni in da je človek bitje, ki je povsem svobodno in da ustvarja samega sebe. Od tod njegova maksima, da »eksistenca predhodi esenci«. Prav Sartre je tisti, ki je skoval tako poimenovanje te smeri filozofije, čeprav je Jaspers že govoril o »filozofiji eksistence«.
Mnogi filozofi, ki jih prištevajo v to gibanje, sami tega bržkone ne bi storili, saj so si predstavniki med seboj sila različni. Kierkegaard je bil zapriseženi kristjan, Friedrich Wilhelm Nietzsche je bil ateist, Sartre marksist, Heidegger za kratko nacist. Toda vsem je skupna skrb za posameznika in obravnavanje posameznikove odgovornosti.

## V literaturi
Eksistencializem je tudi literarna smer, ki se je razmahnila predvsem v 20. stoletju. Najvidnejša predstavnika sta Francoza Jean-Paul Sartre (v prvi vrsti filozof, v drugi pisatelj) in Albert Camus (v prvi vrsti pisatelj, v drugi vrsti filozof). Ukvarja se z vprašanji smisla življenja, obstoja boga in osebne odgovornosti v sodobnem svetu. Najvidnejši deli sta Camusov roman Tujec in Sartrova drama Za zaprtimi vrati.